# HMS Kandahar
Lo HMS Kandahar (pennant number F28) fu un cacciatorpediniere della Royal Navy, parte della classe K ed entrato in servizio nell'ottobre 1939.
Attivo durante la seconda guerra mondiale, operò principalmente nel teatro del Mar Rosso e in quello del Mediterraneo finendo affondato il 20 dicembre 1941 al largo della costa libica a est di Tripoli dopo aver riportato gravissimi danni per l'urto con una mina navale, al termine dei più ampi eventi della prima battaglia della Sirte.

## Storia

### Entrata in servizio e prime operazioni
Impostata nei cantieri navali della William Denny & Brothers di Dumbarton il 18 gennaio 1938, l'unità fu varata il 21 marzo 1939 con il nome di Kandahar per celebrare l'omonima battaglia della seconda guerra anglo-afghana, prima e unica nave della Royal Navy a portare questo nome; l'unità entrò in servizio il 10 ottobre 1939, ma ai primi di novembre dovette essere rimandata in cantiere alla HMNB Devonport per correggere alcuni difetti costruttivi e non entrò in squadra fino al 16 novembre, quando fu assegnata alla base di Scapa Flow in forza alla Home Fleet.
Il Kandahar fu inizialmente assegnato la pattugliamento del Mare del Nord con il compito di intercettare eventuali mercantili tedeschi intenti a rientrare in patria o violatori di blocco diretti verso l'oceano Atlantico, alternando questo servizio con alcuni rientri in cantiere per lavori di manutenzione di routine; il 21 febbraio 1940 l'unità, insieme all'incrociatore HMS Manchester e al cacciatorpediniere HMS Kimberley, intercettò e catturò il mercantile tedesco Wahehe e lo condusse a Kirkwall come preda di guerra. Il 9 maggio, durante le operazioni della campagna di Norvegia, il Kandahar e il gemello HMS Kelly furono distaccati per condurre una missione di ricerca di sommergibili nemici durante la quale il Kelly fu silurato da una S-Boot tedesca riportando gravi danni: il Kandahar recuperò i feriti dell'unità gemella e li riportò in patria. Il 12 maggio seguente il cacciatorpediniere fu riassegnato alla 14th Destroyer Flotilla di stanza nel mar Mediterraneo: giunto a Malta il 21 maggio, il cacciatorpediniere fu poi inviato ad Alessandria d'Egitto e riassegnato alla East Indies Station per operare nel settore del Mar Rosso.
Dopo l'inizio delle ostilità con l'Italia il 10 giugno 1940, il Kandahar fu impegnato nelle operazioni navali britanniche contro la colonia dell'Africa Orientale Italiana: il 19 giugno il cacciatorpediniere partecipò alla cattura del sommergibile italiano Galileo Galilei, danneggiato dopo un combattimento di superficie con il peschereccio armato HMS Moonstone e catturato poi da una squadra d'abbordaggio del Kandahar. Secondo varie fonti a bordo del Galilei furono rinvenuti vari documenti segreti (cifrari e ordini di operazioni) che avrebbero aiutato, il 23 giugno seguente, a tendere un agguato al sommergibile Evangelista Torricelli, affondato dopo un duro scontro al largo di Perim da una squadra composta dal Kandahar e da altre tre unità britanniche.
L'unità continuò a operare nel Mar Rosso nel ruolo di nave scorta per il traffico britannico, proteggendo poi a metà agosto l'evacuazione via mare della guarnigione della Somalia britannica, scacciata dagli italiani dopo breve campagna; dopo un turno di lavori nei cantieri di Bombay, il Kandahar tornò nel Mar Rosso in dicembre, e nel gennaio 1941 fu assegnato a una squadra navale per condurre operazioni al largo della costa della Somalia italiana in appoggio ai reparti a terra, oltre che per scortare i convogli in arrivo dall'oceano Indiano. Il 16 marzo il cacciatorpediniere fornì fuoco di copertura allo sbarco di reparti britannici a Berbera (operazione Appearance), mentre il 30 marzo intercettò e catturò il mercantile tedesco Bertha Rickmers intento a dirigere su Massaua.

### Operazioni nel Mediterraneo
Ai primi di aprile il Kandahar fu trasferito ad Alessandria e assegnato alla Mediterranean Fleet. A partire dal 23 aprile l'unità fu impegnata nell'evacuazione delle truppe alleate dalla Grecia dopo la riuscita dell'invasione tedesca (operazione Demon), compiendo vari viaggi tra la costa del Peloponneso e la base della baia di Suda; tra il 6 e il 12 maggio, invece, il cacciatorpediniere prese parte alle operazioni di scorta di un grande convoglio britannico in navigazione nel Mediterraneo (operazione Tiger), subendo senza danni alcuni attacchi aerei nemici. A partire dal 18 maggio il Kandahar fu impegnato nella battaglia di Creta, pattugliando le acque dell'isola e partecipando alle operazioni di recupero degli equipaggi delle numerose unità britanniche affondate in attacchi aerei dei velivoli dell'Asse. Il 7 giugno il Kandahar fu inviato nel Mediterraneo orientale per prendere parte alle operazioni della campagna di Siria contro il governo di Vichy: il 9 giugno la nave prestò assistenza e rimorchiò in porto il cacciatorpediniere HMS Janus rimasto danneggiato dopo uno scontro con unità nemiche, per poi prendere parte a varie missioni di bombardamento costiero in appoggio ai reparti a terra.
Il 7 luglio il Kandahar tornò ad Alessandria per prendere parte alle operazioni di rifornimento della guarnigione britannica di Tobruch in Libia, tagliata fuori e assediata dalle forze italo-tedesche, oltre che partecipare alla scorta dei convogli nel Mediterraneo orientale. Dopo un turno di servizio nelle acque di Cipro, il Kandahar fu riassegnato alla Force K di base a Malta, raggiungendo La Valletta l'8 dicembre ma venendo subito messo in cantiere per riparare dei problemi meccanici. Il cacciatorpediniere rientrò in servizio il 17 dicembre, salpando subito con il resto della Force K incontro a un convoglio britannico ingaggiato dalle forze italiane nella cosiddetta prima battaglia della Sirte; giunta troppo tardi per prendere parte allo scontro vero e proprio, la Force K fu inviata a dare la caccia a un convoglio italiano segnalato in rotta per Tripoli, finendo però per incappare nella notte tra il 19 e il 20 dicembre in un campo minato nelle acque a est della città: l'incrociatore HMS Neptune affondò con la perdita dell'intero equipaggio e varie altre unità subirono gravi danni, tra cui il Kandahar che urtò una mina mentre cercava di prestare soccorso al Neptune. I danni furono giudicati irreparabili, e una volta evacuato dall'equipaggio il relitto del Kandahar fu silurato e affondato dal cacciatorpediniere britannico HMS Jaguar, che recuperò i 174 superstiti della ciurma dell'unità.